# 到漑
到漑（とう がい、477年 - 548年）は、南朝梁の官僚・文人。字は茂灌。本貫は彭城郡武原県。南朝宋の驃騎将軍の到彦之の曾孫にあたる。弟は到洽。

## 経歴
斉の中書郎の到坦（到仲度の子）の子として生まれた。幼いころに父を失って貧しかったが、弟の到洽とともに聡明鋭敏で才学があり、早くに任昉に知られて、名声が広まった。王国左常侍を初任とし、後軍法曹行参軍に転じ、尚書殿中郎をつとめた。建安郡内史として出向し、中書郎に転じ、吏部郎や太子中庶子を兼ねた。湘東王蕭繹が会稽郡太守となると、到漑はその下で軽車長史となり、軽車府と会稽郡の事務を代行した。武帝は到漑を師として敬うよう蕭繹に命じた。母が死去したため、到漑は辞職して礼の規定どおりに喪に服した。喪が明けても、菜食と布衣の生活を数年続けた。通直散騎常侍の位を受け、御史中丞・太府卿・都官尚書を歴任した。大同5年（539年）、吏部尚書となった。郢州長史・江夏郡太守として出向し、招遠将軍の号を加えられた。入朝して左民尚書となった。しばらくして、事件のため罪に問われて金紫光禄大夫に左遷された。まもなく散騎常侍・侍中・国子祭酒に任じられた。
後に病のため失明し、金紫光禄大夫・散騎常侍の位を受けて引退し、私邸で養生した。太清2年（548年）、張綰・劉之遴に子孫を託し、薄葬を遺言して死去した。享年は72。本官を追贈され、文集20巻が当時に通行した。
子の到鏡は字を円照といい、湘東王蕭繹の下で安西法曹行参軍をつとめ、太子舎人となったが、早逝した。

## 人物・逸話
- 到漑は身長が八尺あり、行儀作法が美しく、立ち居振る舞いが良く、清廉潔白を志とした。節倹簡素を旨として、音楽や美色を好まなかった。部屋には寝床があるのみで、女性を侍らすこともなかった。自ら車輿や礼服を外して、華美で派手なことはしなかった。冠や履物は10年1回変えるだけで、朝服は穴が開いたところを繕った。清路で呼ばれると、朝章を示すのみであった。
- 到漑は温厚篤実な人物だったため、特に武帝に厚遇された。武帝と囲碁で対局するたびに、夕方から明け方に及んだ。到漑の邸の庭には奇石があったが、武帝が戯れにこれを賭けて、『礼記』一部とともに到漑に与えたものであった。
- 到漑の家族は仲が良く、到漑と到洽の兄弟は特に仲睦まじかった。かつて到漑と到洽は一部屋に同居していた。到洽の死後、到漑は家を寺にして、生臭を断って、終身菜食した。到漑は別に小室を作り、朝夕に僧徒に従って誦経した。
- 蔣山に延賢寺があり、到漑が俸給を喜捨して創建されたものであった。
- 到漑は交遊を好まない性格であったが、ただ朱异・劉之遴・張綰とは志を同じくする親密な友人であった。到漑が家で病に伏せり、門に閑古鳥が鳴くようになっても、3人は相連れ立って到漑の家を訪問し、酒を置いて生平を叙し、歓を尽くして去った。
- 当時の人は到漑と到洽の兄弟を陸機と陸雲の兄弟に喩えた。湘東王蕭繹は「魏のときには双丁が重んじられ、晋代には二陸が称揚されたが、今代の両到をどうしたものだろうか。また寒竹が凌ぐに似ている」と詩を贈った。

## 伝記資料
- 『梁書』巻40 列伝第34
- 『南史』巻25 列伝第15